# Strabotes abdominalis
Strabotes abdominalis là một loài tò vò trong họ Ichneumonidae.